# Physcomitrium paraguense
Physcomitrium paraguense är en bladmossart som beskrevs av Bescherelle 1877. Physcomitrium paraguense ingår i släktet huvmossor, och familjen Funariaceae. Inga underarter finns listade i Catalogue of Life.